# Fort Asterstein

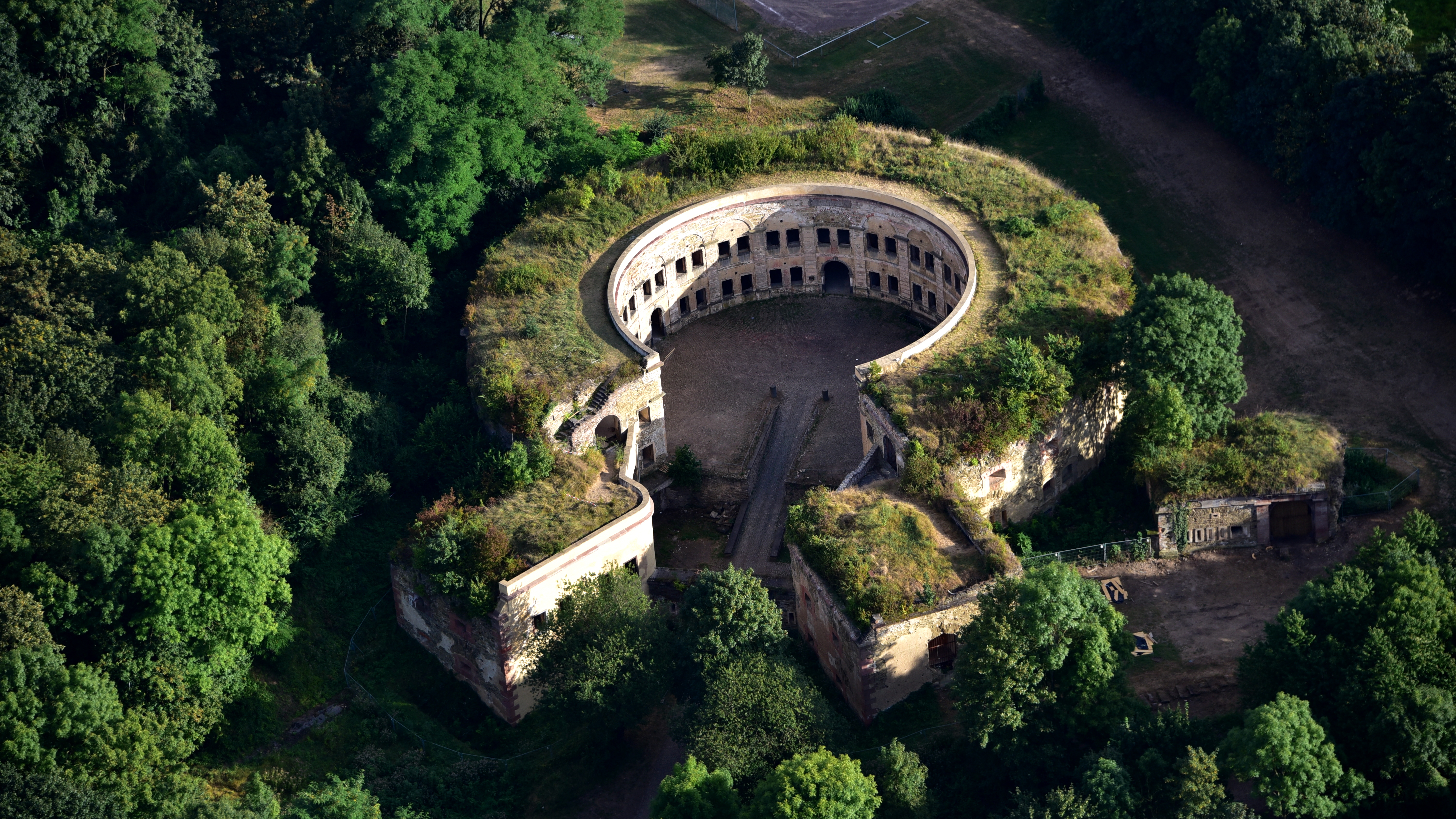
Fort Asterstein, Luftaufnahme (2016)

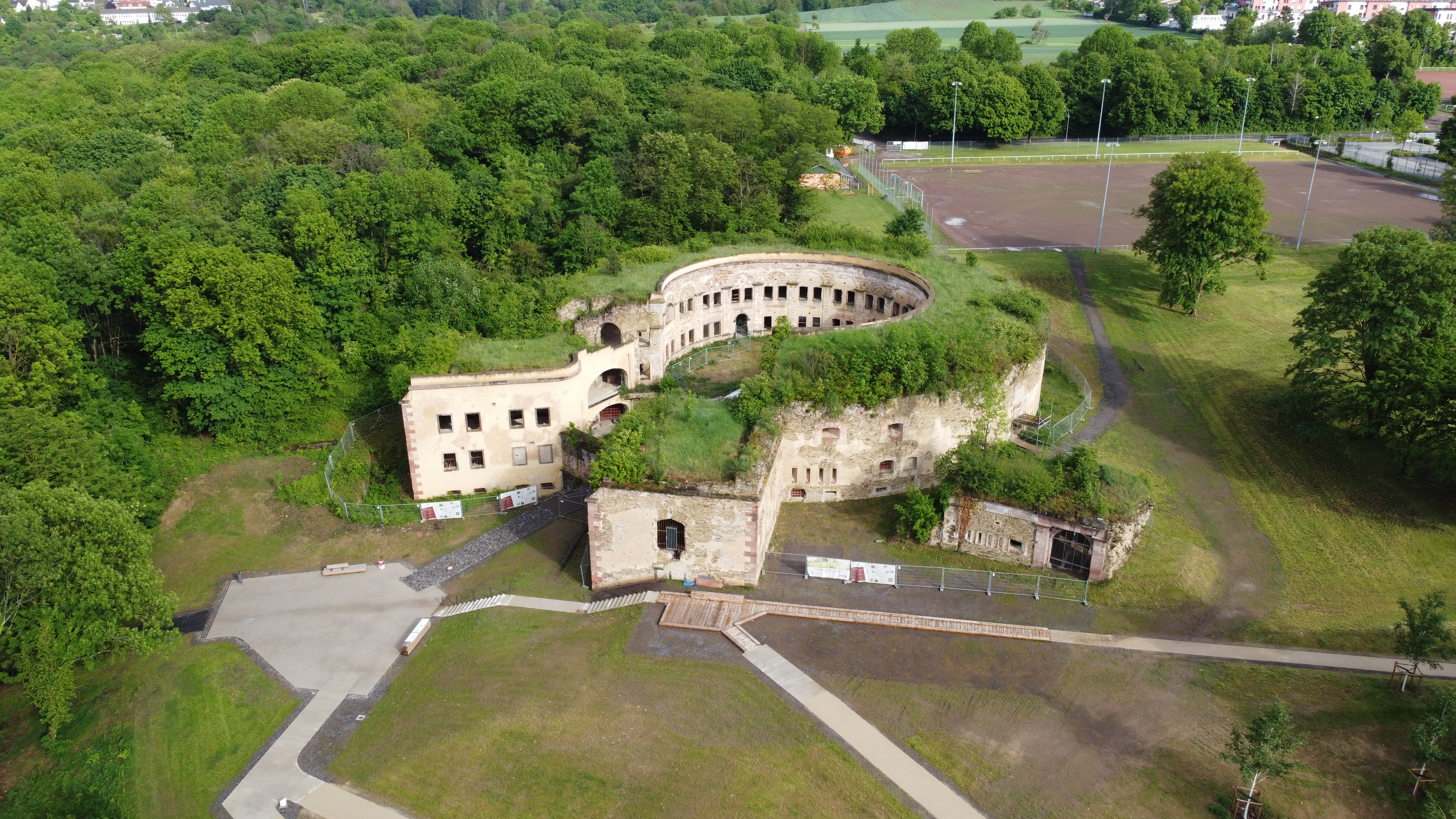
Fort Asterstein, Luftaufnahme aus westlicher Richtung mit Teilansicht Festungspark (Mai 2020)

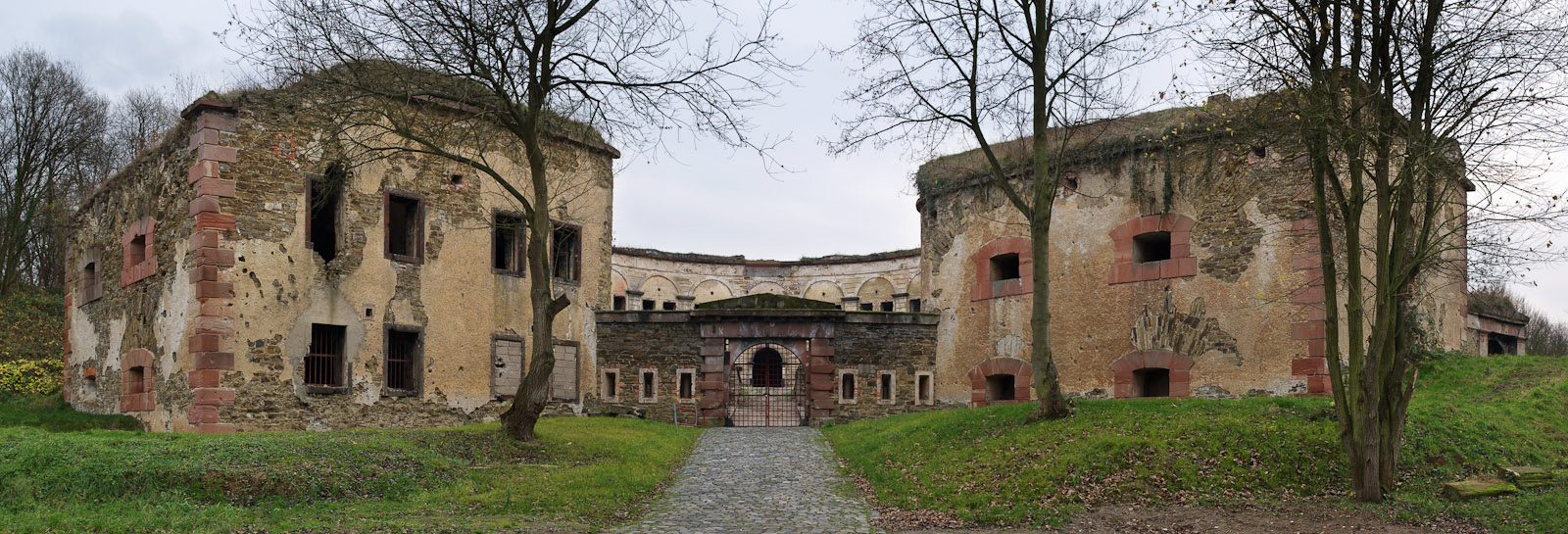
Der Eingang ins erhaltene Reduit von Fort Asterstein

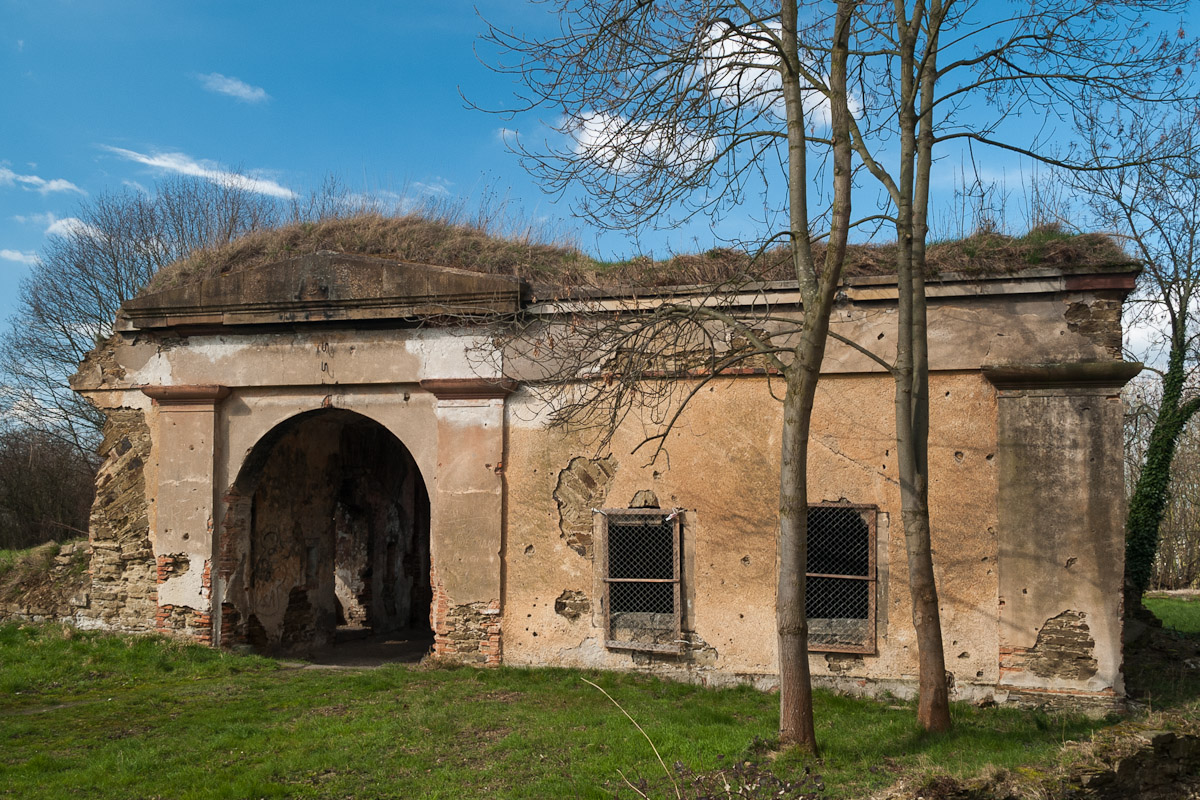
Tor zur Wallanlage des Forts Asterstein

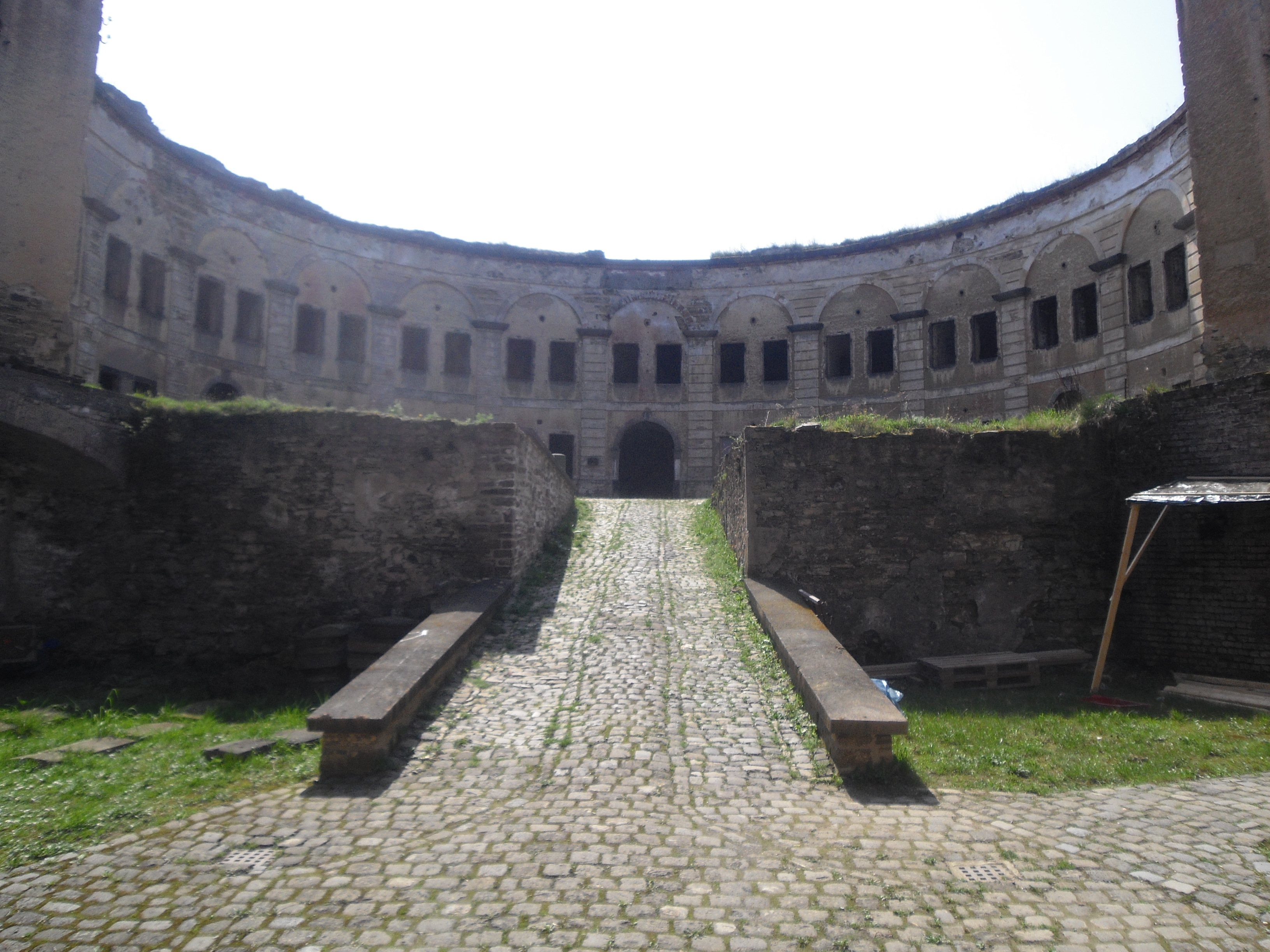
Innenhof des Reduits

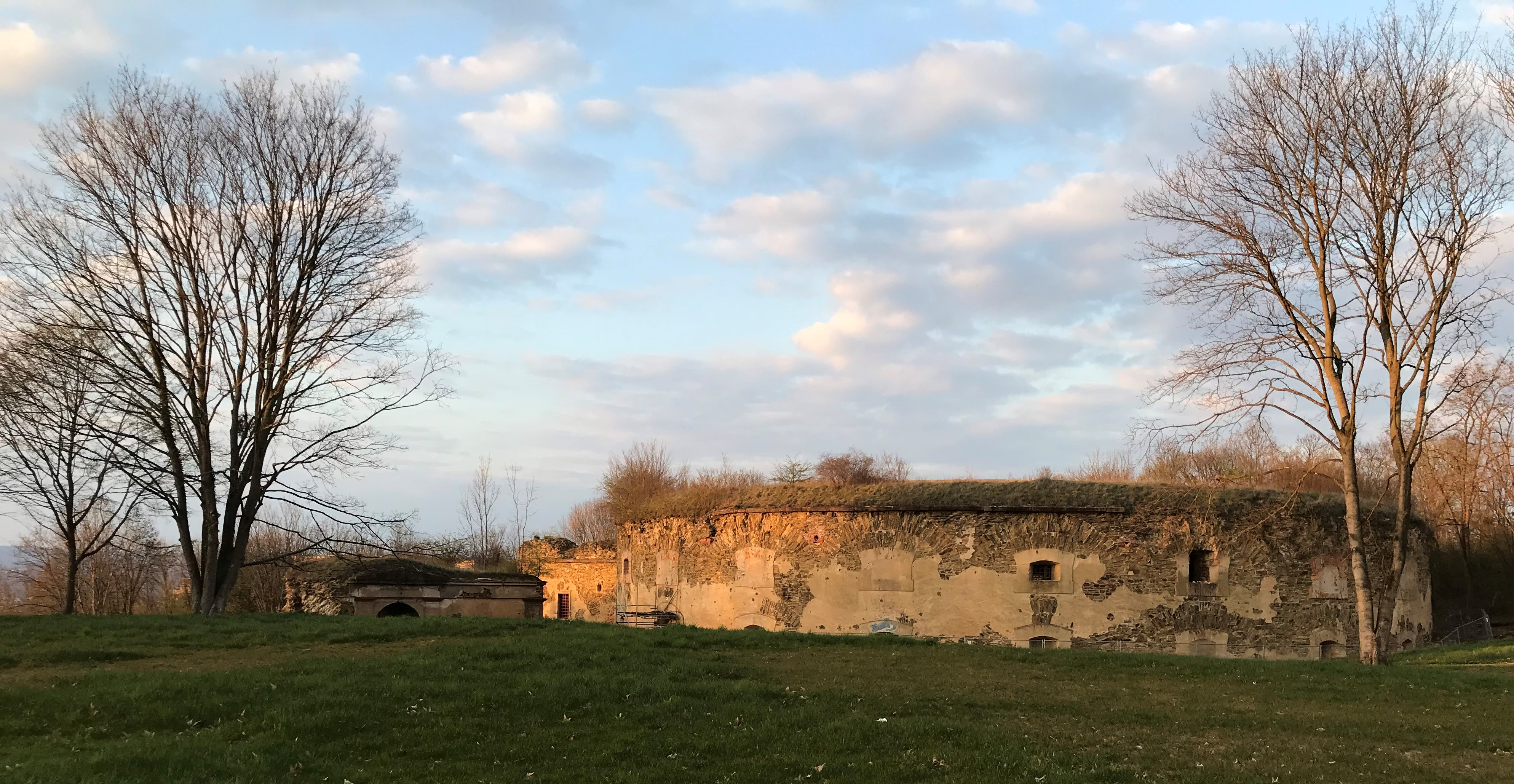
Das Reduit und das Tor zur Wallanlage aus südlicher Richtung betrachtet

Das System Pfaffendorfer Höhe auf der rechten Rheinseite mit dem Fort Asterstein (Mitte)

Das Fort Asterstein war Teil der preußischen Festung Koblenz und gehörte zum System Pfaffendorfer Höhe. Von dem in den 1820er Jahren erbauten und in den 1920er Jahren teilweise geschleiften Fort ist im heutigen Koblenzer Stadtteil Asterstein, für den es namensgebend war, noch das Reduit vollständig erhalten geblieben.

## Geschichte

### Erbauung
Das Fort Asterstein wurde als Hauptwerk des Systems Pfaffendorfer Höhe ebenso wie die benachbarte Festung Ehrenbreitstein in neupreußischer Manier errichtet. Die Bauzeit dieses auf der rechten Seite des Rheins liegenden Bauwerks fällt in die Jahre 1819 bis 1826. Unklar bleibt zuvor lange, ob die bereits vorhandenen französischen Erdwerke aus der Zeit der Belagerung der barocken Festung Ehrenbreitstein wieder hergestellt werden oder als Basis für einen Neubau dienen. Letztlich fiel die Entscheidung zugunsten eines vollständigen Neubaus. Seinen Namen erhielt das Fort 1847 zu Ehren des preußischen Generals Ernst Ludwig von Aster, der sich unter anderem als Inspekteur der preußischen Festungen im Rheinland während des Baus der Festung Koblenz Verdienste erworben hatte. Das Fort wurde 1830 erstmals mit Truppen belegt.
An der Errichtung des Forts waren nachfolgende Ingenieur-Offiziere in der Aufbauphase bis etwa 1823 beteiligt:
- Johann Heinrich Koeppe(n) (* etwa 1789; † 25. November 1873), 1815 als Geograph ins preußische Ingenieur-Korps gekommen, 1820–1823 in Koblenz, zuletzt Major und Platz-Ingenieur in Schweidnitz, 1848 als Oberstleutnant verabschiedet.
- Friedrich Wilhelm von Kummer (* etwa 1794 in Berlin; † 6. Mai 1824 in Danzig), 1814 Sekondeleutnant im Ingenieur-Korps, 1818–1820 in Koblenz, zuletzt Hauptmann.[1]

Mit anderen Werken auf dem Asterstein wie dem Fort Rheinhell, dem Werk Glockenberg und der Bienhornschanze, die im Laufe des 19. Jahrhunderts entstanden, sicherte das Fort die Städte Koblenz und Ehrenbreitstein gegen Beschuss und bildete einen südlichen Außenposten der Festung Ehrenbreitstein.

### Vom Deutsch-Französischen Krieg bis zum Zweiten Weltkrieg
Den entscheidenden Umbau erfuhr das Fort 1865, als der Wall im Nordosten verlängert wurde und eine zweite Front entstand. Im Zusammenhang damit erhielt der Wall Traversen zur Deckung gegen seitlichen Beschuss. Außerdem wurde der das feindliche Feuer anziehende linke Flankenturm 1875 niedergelegt und durch ein niedriges Erdwerk ersetzt. Bis 1918 wurde das Fort als preußische Kaserne genutzt, danach nutzten französische Besatzungstruppen die Anlage bis 1929. 1933 befand sich im Fort Asterstein ein Standort des Katholischen Gesellenvereins. Am 25. März 1933 wurde gegen den Willen des dortigen Leiters durch den „Verein zur Umschulung freiwilliger Arbeitskräfte Koblenz e. V.“ (ein Vorläufer des Reichsarbeitsdienstes, Arbeitsgau XXIV Mittelrhein) die Hakenkreuzfahne gehisst und ein eigenes Lager eingerichtet.
Vom Fort Asterstein sind wegen der 1927 erfolgten Entfestigung, in Ausführung des Artikels 180 des Versailler Vertrags, und späterer Veränderungen lediglich das Reduit, der Torbau (dessen südwestliche Kasematte 1943 bei einem Bombenangriff zerstört wurde), ein Teil der linken Flanke des Walles und das linke Flankierungswerk (Erdwerk; bis 1871 als Flankenturm ausgeführt) erhalten. Der rechte Flankenturm wurde 1938 beseitigt. Die Außenwerke sind beinahe vollständig verschwunden.

### Verfall und Restaurierung
Ab 1941 wurde das Reduit zur Herstellung einer Zeitung genutzt (bis 1945 das nationalsozialistische Nationalblatt und 1945–1951 die Rhein-Zeitung). Danach war das Fort bis 1971 von Koblenzer Familien bewohnt und wurde schließlich in den folgenden Jahren dem Verfall preisgegeben, nachdem Treppen und Holzdecken im Inneren zerstört worden waren, um eine illegale Wiederbesiedlung zu verhindern. Bei der Anlage eines Friedhofes in unmittelbarer Nachbarschaft wurden Reste der äußeren Umwallung eingeebnet. Von 1996 bis 2011 engagierte sich die „Initiative Fort Asterstein e. V.“ in Kooperation mit der Stadt Koblenz für Erschließung, Erhaltung und Restaurierung der Anlage. Im Jahr 2010 erfolgte eine Verpressung der Gewölbe.
Am 19. Oktober 2019 eröffnete die Stadt Koblenz den ersten Bauabschnitt des „Festungsparks“ am Fort Asterstein. Die gärtnerische Gestaltung mit festen Wegen, Informationsstelen und Informationstafeln dient der besseren Erschließung und Erlebbarkeit des Forts und bezieht auch das Denkmal für die Gefallenen des VIII Armeekorps im Deutschen Krieg 1866 am Rand des Astersteins ein. Im Park und bei dem Denkmal ergeben sich Blickverbindungen zur Festung Ehrenbreitstein und auf die Stadt Koblenz bis zum Fort Großfürst Konstantin und der Feste Kaiser Franz. Als weitere Bauabschnitte sind zukünftig wie folgt geplant: Panoramaweg entlang der Brüstungsmauer (Astersteiner Balkon), Östliche Parkerweiterung (Verlagerung des Sportplatzes), Sanierung des Reduits mit Innenhof und Umfeld sowie ggf. die Eingliederung der Friedhofsfläche. Außerdem ist es geplant im Torhaus des Fort „Informations-Zentrale“ für das Großprojekt „Festungsstadt Koblenz“ einzurichten. Die Großfestung und damit auch das Fort Asterstein sollen Bestandteil der Bundesgartenschau 2029 werden.

## Bau
Das Fort Asterstein wurde nach dem Polygonalsystem errichtet, dessen Wall mit zwei stumpfen Winkeln nach Süden ausgerichtet war. Als Baumaterial wurde Bruchstein aus Schiefer und Grauwacke verwendet, für Kanten und Architekturglieder roter Sandstein. Das Fort bestand aus einer Front und zwei Flanken, nach einem Umbau von 1865 aus zwei Fronten und zwei Flanken. Dem Graben war ein gedeckter Weg mit darunterliegendem Gegenminensystem vorgelagert. Zur Grabenverteidigung gab es eine Grabenwehr auf dem Grabenboden vor der Front sowie Stellungen in den Grabenmauern, die jeweils unterirdisch mit dem Reduit verbunden waren. In den Hof hinter dem Wall führte ein eigenes Torgebäude. Vom Hof liefen Rampen auf die Geschützstellungen, die nach vorn gedeckt waren und nach 1870 als seitliche Deckungen noch Traversen erhielten. Unterirdisch waren Munitionsräume eingebaut.
Das zweistöckige, kasemattierte Reduit lag in der Rückseite des Forts. Es besteht aus einem runden Bau auf der Basis eines Dreiviertelkreises (290°) und zwei an die Kehle anschließenden Traditoren auf rechteckigem Grundriss, die der Sicherung der Kehle dienten. Die Front des Reduits weist Geschütz- und Gewehrscharten auf. Auf dem erdbedeckten Dach befanden sich weitere Geschützstellungen hinter einer Brustwehrmauer. Die Kehle des Reduits war durch den um das gesamte Fort laufenden und um einen Graben des Reduits ergänzten Graben sowie eine Zugbrücke gesichert. Die Kehlmauer ist bewusst niedrig gehalten, damit in dem Fall, dass der Feind das Fort besetzt hatte, die Geschütze der Ostfront der Feste Ehrenbreitstein ins Fort wirken konnten.

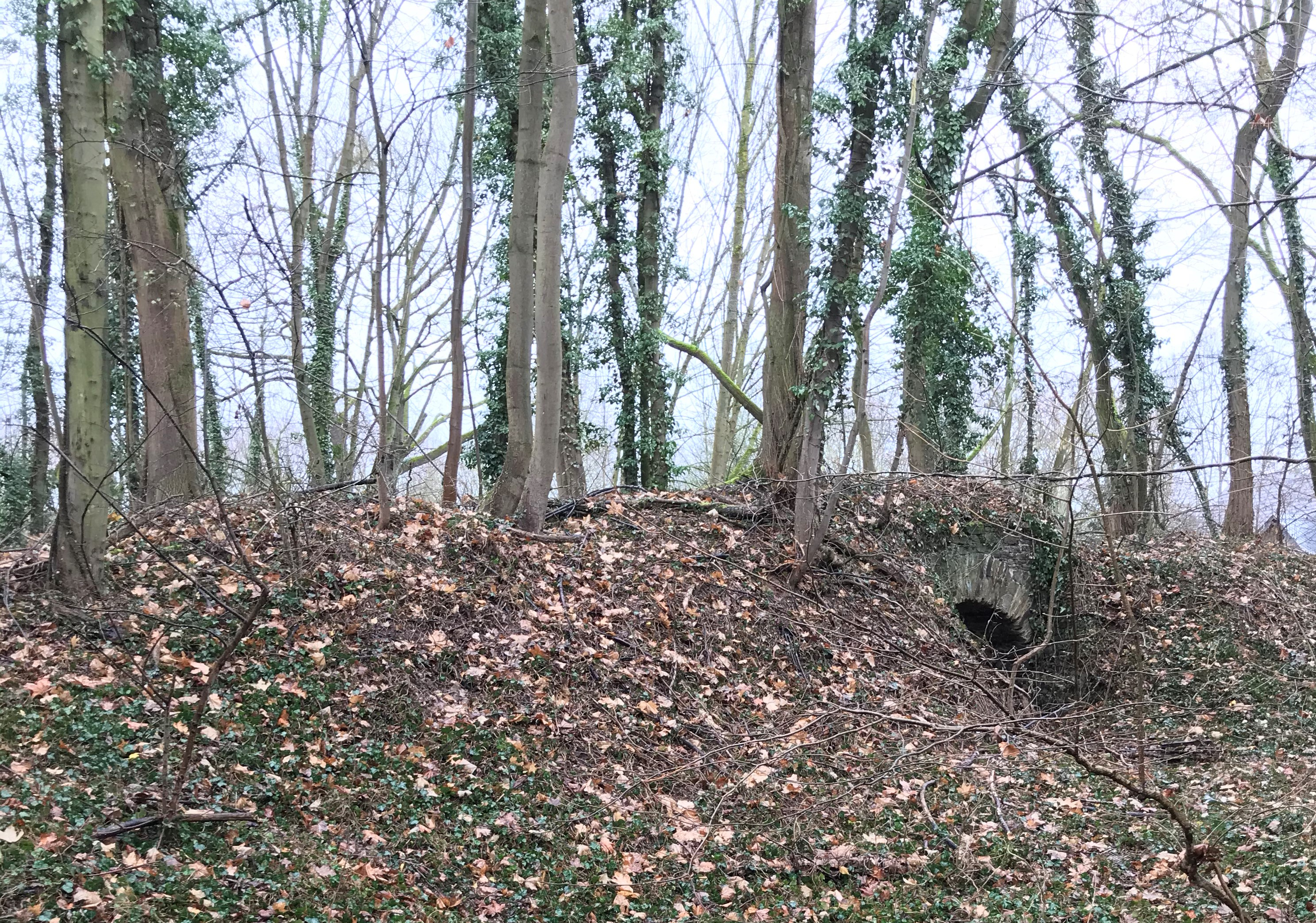
Überreste des linken Flankenwerks

Die Kasematten waren, wie in der Festung Koblenz und Ehrenbreitstein üblich, Geschützstellungen, die auch zu Wohnzwecken geeignet waren und dann auch bis 1918 als Kasernenstuben dienten. (Rheinisches Pionier Rgt. Nr. 30) Die Kellerräume dienten als Magazinräume. Unter dem rechten Traditor liegt die Zisterne, die aus dem Blindtal heraufgepumptes und ab 1866 vom Riddelsorn bei Arenberg herübergeleitetes Trinkwasser speicherte. Von einem Rundgang im Untergeschoss des Rundbaus gingen Minengänge unter den Hof des Forts ab, von denen einer freigelegt ist.
Der kreisrunde Grundriss des Reduits, ähnlich jenem der zerstörten Bubenheimer Flesche, erklärt sich aus dem Bedürfnis, diesen als Rückzugsstellung hinter dem Wall des Forts gedachten Bau nach allen Richtungen verteidigen zu können. Kunsthistorisch gibt es in der Form vage Bezüge zur Revolutionsarchitektur, z. B. zu einem Entwurf eines runden Gefängnisses von August von Voit, das sogenannten „panoptischen“ Tendenzen um 1800 zur Gestaltung von Bauten wie Gefängnissen, Arbeitshäusern, Spitälern etc. folgt, wobei Voit selbst den Typus des Turmreduits zum Vorbild nahm. An eine Überwachung und Einschließung der Soldaten im Sinne eines Gefängnisses war im Fort Asterstein freilich nicht gedacht. Den Prinzipien der Heeresreform von 1808 folgend, bietet das Reduit eine fast heiter wirkende Innenansicht, deren Gestaltung mit rustizierter Blendarkade und glatt geputzten Bogennischen Anklänge an barocke Fassaden wie die des Marstalls von Schloss Weißenstein bei Pommersfelden aufweist. Der Torbau zeigt eine rundbogige Durchfahrt und Fassaden mit Pilastern, einfach toskanischen Kapitellen, Architrav und Putzrustika. Zusammen mit den beiden Flügelbauten und dem Torbau verfügte die Anlage über insgesamt 51 Wohn- und Verteidigungskasematten.
Vom Fort sind nach der Zerstörung großer Teile insbesondere von Wall und Graben, infolge des Versailler Vertrags im Jahr 1927 nur das in der Rückseite gelegene Reduit, ein dreiviertelkreisförmiges und doppelstöckiges Gebäude mit kombinierten Geschütz- und Wohnkasematten, sowie Teile des Haupttors zur Wallanlage und Teile des linken Flankierungswerks erhalten. Auf allen Bauten ist die Erddeckung noch vorhanden. Trotz der Substanzverluste und Jahren des Verfalls ist die Funktion der Anlage noch in vielen Details klar zu erkennen. Es ist das letzte vollständig erhaltene Reduit der Festung Koblenz.

## Denkmalschutz
Das Fort Asterstein ist ein geschütztes Kulturdenkmal nach dem Denkmalschutzgesetz (DSchG) und in der Denkmalliste des Landes Rheinland-Pfalz eingetragen. Es liegt in Koblenz-Asterstein in der Denkmalzone Fort Asterstein.
Seit 2002 ist das Fort Asterstein Teil des UNESCO-Welterbes Oberes Mittelrheintal.

## Literatur

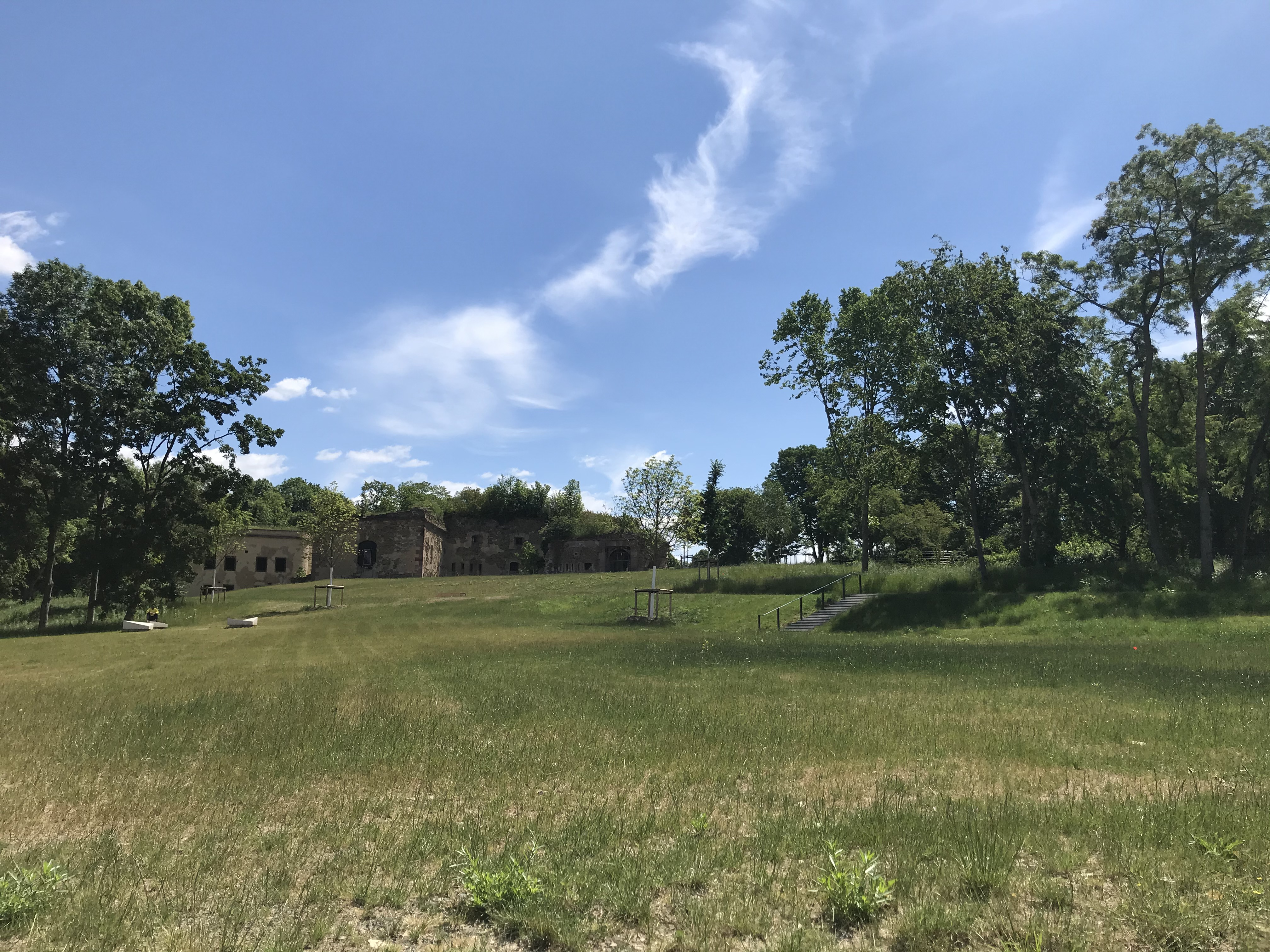
Der Festungspark und das Fort Asterstein aus westlicher Richtung betrachtet